# Ассоциированная компания
Ассоции́рованная компа́ния (ассоциированн-ое/-ая предприятие/фирма) — компания, в которой другая компания или группа владеет значительным, но не контрольным пакетом акций (чаще всего 20 % или более голосующих акций, но менее 50 %). В таком случае компания-инвестор может оказывать значительное влияние на решения по торговой и финансовой политике ассоциированной компании, хотя последняя остаётся независимой, со своим собственным управлением и собственной годовой отчётностью, не превращаясь в дочернюю фирму холдинговой компании.
«Значительность» влияния компании-инвестора проявляется в том, что:
- её представители входят в совет директоров ассоциированной компании;
- она участвует в обсуждении вопросов выплаты дивидендов и распределения дохода;
- она может оказывать влияние на управленческую политику;
- её руководители и руководители ассоциированной компании обмениваются важной информацией и могут меняться местами между собой;
- между инвестором и ассоциированной компанией проходят серьёзные финансовые операции.

Международный стандарт финансовой отчётности в части, касающейся ассоциированных компаний, называется IAS 28 и принят в международной практике с 1990 года (периодически вносятся изменения). На территории России он введён с 18 июля 2012 года, согласно приказу Минфина РФ № 106н; ныне этот приказ утратил силу, а применение IAS 28 в РФ регламентируется действующим приказом Минфина от 28 декабря 2015 года № 217н.